# أبو صخر الهذلي
عبد الله بن سلمة السهمي الهذلي ولقبه شاعر الحجاز شاعر من من شعراء الدولة الأموية.

## نسبه
هو عبد الله بن سلمة السهمي الهذلي من بني مرمض من بني سهم بن معاوية بن تميم بن سعد بن هذيل بن مدركة بن إلياس بن مضر بن نزار بن معد بن عدنان.

## قصته مع ابن الزبير
كان ابن الزبير يكره أبو صخر بسبب أنه كان محباً للأمويين، شديد التعصب لهم، ويظهر ذلك جلياً في مدائحه التي أسداها لهم ويروي صاحب الأغاني قصة خلاصتها ان أبا صخر وهذيلاً جاؤوا إلى عبد الله بن الزبير ليقبضوا عطاءهم، حين غلب ابن الزبير على الحجاز وكان ابن الزبير عارفاً بهوى أبي صخر في بني أمية، فمنعه عطاءه. فقال له أبو صخر علام تمنعني حقا لي وأنا إمرء مسلم ما أحدثت في الإسلام حدثا ولا أخرجت من طاعة يدًا فقال له ابن الزبير عليك بني أمية فاطلب عندهم عطاءك فقال أبو صخر الهذلي إذا اجدهم سباطا أكفهم سمحه أنفسهم بذلا لأموالهم وهابين لمجتهديهم كريمة أعرافهم شريفة أصولهم زاكية فروعهم قريبا من رسول الله ﷺ نسبهم وسببهم ليسوا إذا نسبوا بأذناب ولا وشائط ولا أتباع ولاهم في قريش كفقمه القاع لهم السودة في الجاهلية والملك في الإسلام لا كمن لا يعد في غيرها ولا نفيرها ولا حكم أباؤه في نقيرها ولا فطميرها ليس من أحلافها المطيبين ولا من سادتها المطعمين ولا من جوادئها الوهابين ولا من هاشمها المنتخبين ولا عبد شمسها المسودين وكيف نقاتل الرؤوس بالاذناب واين النصل من الجفن والسنان من الزج والذنابي من القدامي وكيف يفضل الشحيح على الجواد والسوقة على الملك والجامع بخلا على المطعم فضلا فغضب ابن الزبير من كلامه حتى ارتعدت فرائضة وعرق جبينه واهتز من قرنة إلى قدمة وامتقع لونه ثم قال يا أبو صخر والله لولا الحرمات الثلاث حرمه الإسلام وحرمه الحرم وحرمه الشهر الحرام لأخذت الذي في فيه عيناك ثم أمر به إلى سجن عارم فحبس به مده ثم أتت هذيل واستوهبته فأطلقه ابن الزبير بعد سنه وأقسم أن لا يعطيه عطاء مع المسلمين أبدًا فلما كان عام الجماعة وولي عبد الملك بن مروان وحج، لقيه أبو صخر الهذلي فلما راه عبد الملك قربه منه وأدناه وقال له أنه لم يخف على خبرك ولا ضاع لك عندي هواك ولا موالاتك لنا فقال إذ شفا الله منه نفسي ورأيته قتيل سيفك وصريع أوليائك مصلوبا مهتوك الستر مفرق الجمع فما أبالي ما قاتني من الدنيا ثم استأذنه في الإنشاد فأذن له فتمثل بين يديه وأنشد:
وهي قصيدة طويلة بلغت اثنين وثلاثين بيتاً في كتاب أشعار الهذليين والشاعر فيهما يمدح عبد الملك بن مروان ويهجو ابن الزبير ويصفه بالفساد والإلحاد.

## سيرته وشعره
كان أبو صخر محبا للشعر والإنشاد فكان ينشد عند عبد العزيز بن عبد الله بن خالد والي مكة فقال له يا أبا صخر أنك مدحتني فأريدك أن ترثني وأنا حي حتى أسمع كيف تقول وأين مراثيك لي بعدي من مديحك إياي في حياتي، فقال أبو صخر أعيذك بالله أيها الأمير من ذلك بل يبقيك الله، فقال ما من ذلك بد، قال فرثاه بقصيده يقول فيها:
فكافئة عبد العزيز ووصلة وأمر أولاده فرووا القصيدة 

وكان لأبي صخر ابن يقال له داود لم يكن له ولد غيره فمات هذا الولد فجزع عليه جزعا شديدا حتى خولط فقال يرثيه:

وقال أبو عمرو وبلغ أبا صخر أن رجلا من قومه عابه وقدح فيه فقال أبو صخر في ذلك:

## عشقه لامرأة قضاعية
كان أبو صخر يهوى امرأة من قضاعة يقال لها ليلى بنت سعد القضاعية وله كثير من القصائد الطويلة.